# أبو العباس النقاوسي
أبو العبَّاس النَّقاوسيّ إسمهُ الكامل «أبو العباس أحمد بن أبي زيد عبد الرحمن النقاوسي» البجائي؛ أمَّا اسمُه في بعضِ المصادرِ الأخرى فهوَ: أحْمَد بن الشَّيْخ صَالِح أبِي زيدٍ عبد الرَّحْمَن النَّقاوسي، وفي معجم أعلام الجزائر اسمه: أبو العباس أحمد بن عبد الرحمن أبي زيد النقاوسي، والأرجحُ الذي ذكرهُ البغدادي، ويُعَضِّدُهُ مَا وُجِد على نُسخ كتابه: الأنوار المنبلجة في بسط أسرار المنفرجة ولد في ولاية قسنطينة - الجزائر.

تتلمذ على يديه بعض الفقهاء، مثل: يحيى بن عبد الرَّحْمَن بن مُحَمَّد بن صَالح بن عَليّ بن عمر ابن عقيل بن زرمان، وقد أخذ عنه الفقه ببجاية، ومُحَمَّد بن يحيى ابن عبد الله أَبي عبد الله البيوسقي المغربي نزيل بجاية، وعبد الرحمن الثعالبي، ولا يُسْتَبْعَدُ أنهُ تتلمَذَ على يديْهِ كثيرٌ منَ المشايخ غير ما ذُكر، وهذا جليٌّ من تنوع ثقافته، إذ أتْقَن كثيراً من الفنون، ظهرت واضحة في أنواره المنبلجة، حيث بدَا فيها حافظًا للقرآن والحديث، مُطَّلِعًا على علوم: اللغة والنحو والصرف والبلاغة والعروض والكلام، لهُ معرفةٌ بوقائِع التاريخ والسيرة.

له من المؤلفات: الأنوار المنبلجة في بسط أسرار المنفرجة، وشرح الرَّامزة الخَزْرجيَّة في العَرُوض، وهي نسخةٌ محفوظةٌ بمكتبة برنستون بالولايات المتحدة الأمريكية.

أما تاريخ وفاته فقد اتفقت المصادر التي ترجمت له على أنه سنة: (810هـ).